# Romulus Lupa Film
Il Consorzio Romulus Lupa Film, abbreviato in Romulus Lupa Film o più raramente semplicemente in Romulus Lupa, è stata una casa cinematografica italiana. Nel 1940 ha cambiato la denominazione sociale in Consorzio italiano filmi (C.I.F.).

## Lista parziale delle produzioni cinematografiche
- Questi ragazzi, regia di Mario Mattoli (1937)
- Eravamo 7 sorelle regia di Nunzio Malasomma (1937)
- Fontane di Roma, regia di Mario Costa (1938)
- Per uomini soli, regia di Guido Brignone (1938)
- Il carnevale di Venezia, regia di Giuseppe Adami e Giacomo Gentilomo (1939)